# Schönau am Königssee
Schönau am Königssee là một xã trong huyện Berchtesgadener Land tại tiểu bang Bayern thuộc nước Đức. Nó nằm tại đỉnh phía Bắc của hồ Königssee có dạng như một Fjord với nhà thờ St. Bartholomä cũng thuộc xã này.

## Địa lý
Schönau am Königssee nằm tận cùng Đông nam của nước Đức, có biên giới về phía Tây với xã Ramsau và phía Bắc với thị xã Berchtesgaden. Về phía Đông và Nam dãy núi Hohen Göll, Hagengebirge và Steinernen Meer có biên giới chung với bang Salzburg của Áo.
Từ bờ phía Bắc của hồ Königssee suối Königssee chảy qua một đập nước về hướng Berchtesgaden. Tại Berchtesgaden suối này nhập với suối Ramsau trước nhà ga Berchtesgaden và bắt đầu từ đây được gọi là suối Berchtesgaden.

## Tham khảo

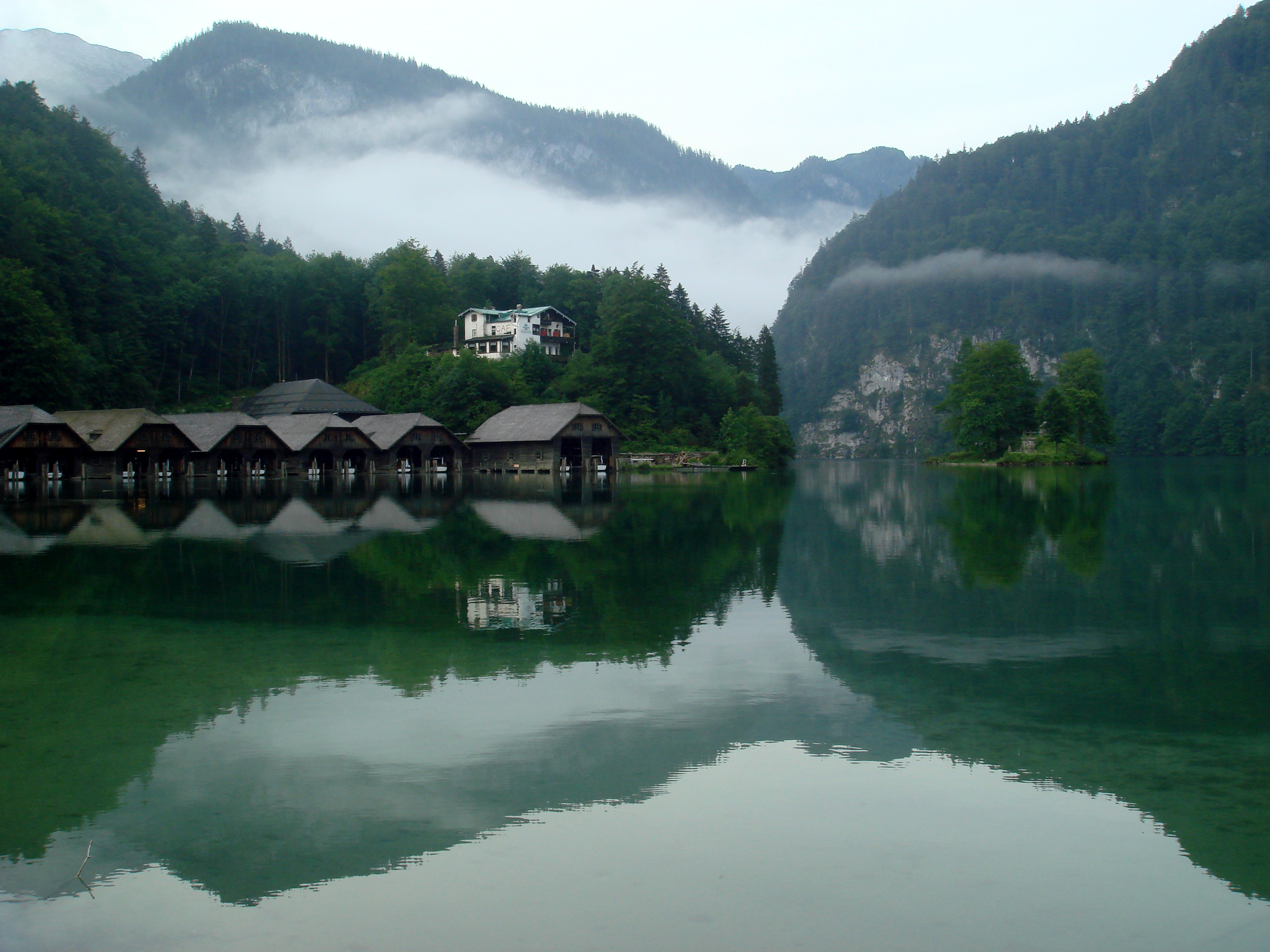
Bến tàu Schönau trên hồ Königsee